# Thomas Curley (ingénieur du son)
Pour les articles homonymes, voir Curley (homonymie).
Thomas Curley (de la CAS) est un mixeur américain, né le 17 mai 1976  à Troy (État de New York).

## Biographie
Thomas Curley grandit dans l'État de New York. Il fait des études de cinéma à l'Université d'État de New York à Buffalo (État de New York), dont il sort diplômé en 2001,,.
Après l'université, il travaille plusieurs années dans l'ingénierie de la télédiffusion, avant de rencontrer le multi-oscarisé David MacMillan, et de travailler comme assistant sur le film La Machine à explorer le temps. Six mois plus tard, il déménage à Los Angeles pour y poursuivre sa carrière,,.

## Filmographie (sélection)
- 2002 : La Machine à explorer le temps (The Time Machine) de Simon Wells
- 2013 : Lovelace de Rob Epstein et Jeffrey Friedman
- 2014 : Whiplash de Damien Chazelle
- 2017 : xXx: Reactivated (xXx: The Return of Xander Cage) de D. J. Caruso

## Distinctions

### Récompenses
- Oscars 2015 : Oscar du meilleur mixage de son pour Whiplash
- BAFTA 2015 : British Academy Film Award du meilleur son pour Whiplash